# تريت ويليامز
تريت ويليامز (بالإنجليزية: Richard Treat Williams)‏ واسمه الأصلي ريتشارد تريت ويليامز، من مواليد 1 ديسمبر 1951، ممثل أمريكي معروف، شارك في عدة أفلام، ومنها فيلم الهروب: الإنسان المشحون.

## وصلات خارجية
- تريت ويليامز على موقع IMDb (الإنجليزية)
- تريت ويليامز على موقع روتن توميتوز (الإنجليزية)
- تريت ويليامز على موقع ألو سيني (الفرنسية)
- تريت ويليامز على موقع ميوزك برينز (الإنجليزية)
- تريت ويليامز على موقع تيرنر كلاسيك موفيز (الإنجليزية)
- تريت ويليامز على موقع أول موفي (الإنجليزية)
- تريت ويليامز على موقع قاعدة بيانات برودواي على الإنترنت (الإنجليزية)
- تريت ويليامز على موقع قاعدة بيانات الأفلام السويدية (السويدية)
- تريت ويليامز على موقع إن إن دي بي (الإنجليزية)
- تريت ويليامز على موقع ديسكوغز (الإنجليزية)
- تريت ويليامز في قاعدة بيانات أقل من برودواي على الإنترنت